# Хронологія рекордів України з бігу на 5000 метрів серед чоловіків
Рекорди України з бігу на 5000 метрів визнаються Федерацією легкої атлетики України з-поміж результатів, які показали українські легкоатлети на відповідній дистанції на біговій доріжці стадіону, за умови дотримання встановлених вимог.

## Хронологія рекордів
| | Час      | Атлет                             | Місто змагань | Дата змагань  | Примітки | Відео |
| --- | -------- | --------------------------------- | ------------- | ------------- | -------- | ----- |
| 1 | 19.18,0  | Микола Мільфорт Харків            | Харків        | 12-15.08.1921 |          |       |
| Всеукраїнська олімпіада, ф1: 1. Микола Мільфорт 19.18,0. |          |                                   |               |               |          |       |
| 2 | 17.54,8  | Михайло Іванов Київ               | Харків        | 06.08.1922    |          |       |
| |          |                                   |               |               |          |       |
| 3 | 17.01,0  | Віктор Жиляєв Харків              | Харків        | 11-12.07.1924 |          |       |
| Матчева зустріч УСРР-Фінляндія, спортивний майданчик заводу «Серп і молот». |          |                                   |               |               |          |       |
| 4 | 16.55,0  | Олександр Єрмаков Харків          | Харків        | 02.10.1929    |          |       |
| |          |                                   |               |               |          |       |
| 5 | 16.24,1  | Лев Лібкінд Харків                | Київ          | 06.09.1934    |          |       |
| |          |                                   |               |               |          |       |
| 6 | 16.15,7  | Павло Савельєв Шостка             | Київ          | 21.06.1935    |          |       |
| |          |                                   |               |               |          |       |
| 7 | 15.46,3  | Павло Савельєв Шостка             | Київ          | 10.1935       |          |       |
| |          |                                   |               |               |          |       |
| | 15.33,0  | Павло Савельєв Київ               | Москва        | 18-24.08.1936 | [ 1 ]    |       |
| Чемпіонат СРСР, стадіон «Динамо», ф3: 1. Серафім Знаменський (Москва) 15.14,2. 2. С. Пржевальський (Владивосток) 15.25,3. 3. Павло Савельєв 15.33,0. Показаний результат не був затверджений як рекорд УРСР, оскільки до 1945 року в УРСР діяло правило, яке унеможливлювало визнавати рекордами УРСР результати, які показли українські спортсмени поза межами УРСР. |          |                                   |               |               |          |       |
| 8 | 15.43,3  | Олег Коломійцев Київ              | Харків        | 18-21.07.1937 |          |       |
| |          |                                   |               |               |          |       |
| 9 | 15.41,0  | Павло Савельєв Київ               | Харків        | 06.07.1937    |          |       |
| |          |                                   |               |               |          |       |
| | 15.38,0  | Павло Савельєв Шостка             |               | 1937          | [ 2 ]    |       |
| Результат не був затверджений рекордом УРСР, оскільки був показаний за межами УРСР. |          |                                   |               |               |          |       |
| 10 | 15.38,2  | Павло Савельєв Київ               | Київ          | 11.07.1938    |          |       |
| |          |                                   |               |               |          |       |
| 11 | 15.34,6  | Павло Савельєв Київ               | Київ          | 8-11.08.1938  |          |       |
| |          |                                   |               |               |          |       |
| 12 | 15.34,2  | Олег Коломійцев Київ              | Київ          | 02.10.1938    |          |       |
| |          |                                   |               |               |          |       |
| 13 | 15.30,0  | Павло Савельєв Київ               | Київ          | 21.06.1939    | [ 3 ]    |       |
| Матчева зустріч Київ-Харків, ф1: 1. Павло Савельєв 15.30,0. |          |                                   |               |               |          |       |
| 14 | 15.29,8  | Павло Савельєв Київ               | Харків        | 1-3.07.1939   |          |       |
| |          |                                   |               |               |          |       |
| 15 | 15.07,0  | Павло Савельєв Київ               | Харків        | 08.1939       |          |       |
| |          |                                   |               |               |          |       |
| 16 | 15.03,6  | Анатолій Непомнящий Київ          | Москва        | 03.09.1949    | [ 4 ]    |       |
| Чемпіонат СРСР, стадіон «Динамо», ф9: 1. Іван Семенов (Ленінград) 14.44,8. 2. Никифор Попов (Москва) 14.46,4. 3. Н. Алексеєв (Ленінград) 14.48,6. 4. Феодосій Ванін (Москва) 14.50,0. 5. Михайло Салтиков (Мінськ) 14.56,2. 6. В. Бакуров (Ленінград) 14.58,4. 7. Іван Пожидаєв (Ленінград) 15.00,0. 8. В. Дегтярьов 15.02,0. 9. Анатолій Непомнящий 15.03,6. 10. Н. Шишанін (Московська обл.) 15.06,6. |          |                                   |               |               |          |       |
| 17 | 15.03,2  | Павло Жарий Запоріжжя             | Київ          | 17.09.1950    |          |       |
| Чемпіонат СРСР, Республіканський стадіон імені Хрущова. |          |                                   |               |               |          |       |
| 18 | 15.01,0  | Анатолій Непомнящий Київ          | Київ          | 10.05.1951    |          |       |
| |          |                                   |               |               |          |       |
| 19 | 14.52,0  | Анатолій Непомнящий Київ          | Ленінград     | 26.05.1951    | [ 5 ]    |       |
| Матчева зустріч УРСР-Москва-Ленінград, стадіон «Динамо», ф4: 1. Никифор Попов (Москва) 14.34,4. 2. Володимир Казанцев (Москва) 14.44,6. 3. Н. Алексеєв (Ленінград) 14.49,0. 4. Анатолій Непомнящий 14.52,0. 5. Григорій Басалаєв (Дніпропетровськ) 14.57,4. 6. В. Козлов (Ленінград) 15.25,2. |          |                                   |               |               |          |       |
| 20 | 14.35,4  | Григорій Басалаєв Дніпропетровськ | Київ          | 02.08.1952    |          |       |
| |          |                                   |               |               |          |       |
| 21 | 14.35,2  | Григорій Басалаєв Дніпропетровськ | Ленінград     | 27.08.1952    | [ 6 ]    |       |
| Чемпіонат СРСР, стадіон імені Кірова, ф4: 1. Олександр Ануфрієв (Горький) 14.26,8. 2. Іван Семенов (Москва) 14.33,6. 3. Никифор Попов (Москва) 14.34,8. 4. Григорій Басалаєв 14.35,2. 5. Іван Пожидаєв (Ленінград) 14.37,2. 6. Володимир Куц (Москва) 14.55,6. |          |                                   |               |               |          |       |
| 22 | 14.34,8  | Григорій Басалаєв Дніпропетровськ | Харків        | 28.06.1953    |          |       |
| |          |                                   |               |               |          |       |
| 23 | 14.29,8  | Григорій Басалаєв Дніпропетровськ | Москва        | 24.08.1953    | [ 7 ]    |       |
| Чемпіонат СРСР, стадіон «Динамо», ф4: 1. Володимир Куц (Москва) 14.02,2. 2. Олександр Ануфрієв (Горький) 14.22,0. 3. Василь Кривошеїн (Уфа) 14.23,4. 4. Григорій Басалаєв 14.29,8. 5. Іван Пожидаєв (Ленінград) 14.32,2. 6. Іван Семенов (Москва) 14.36,0. |          |                                   |               |               |          |       |
| 24 | 14.29,4  | Григорій Басалаєв Дніпропетровськ | Київ          | 21-23.05.1954 | [ 8 ]    |       |
| Матчева зустріч УРСР-РРФСР-БРСР-Москва-Ленінград, Республіканський стадіон імені Хрущова, ф1: 1. Григорій Басалаєв 14.29,4. 2. Василь Кривошеїн (Уфа) 14.31,8. 3. Дмитро Пятайкин (Москва) 14.38,6. 4. Олександр Ануфрієв (Горький) 14.46,0. 5. Володимир Окороков (Москва) 14.54,0. 6. І. Якименко (Ленінград) 14.59,0. |          |                                   |               |               |          |       |
| 25 | 14.22,6  | Іван Чернявський Черкаси          | Київ          | 12-16.09.1954 | [ 8 ]    |       |
| Чемпіонат СРСР, Республіканський стадіон імені Хрущова, ф2: 1. Володимир Куц (Москва) 14.15,0. 2. Іван Чернявський 14.22,6. 3. Олександр Ануфрієв (Горький) 14.23,0. 4. Григорій Басалаєв (Дніпропетровськ) 14.24,4. 5. Євген Жуков (Ленінград) 14.27,8. 6. Іван Семенов (Москва) 14.28,4. |          |                                   |               |               |          |       |
| 26 | 14.13,0  | Олександр Ануфрієв Київ           | Київ          | 09.05.1955    |          |       |
| |          |                                   |               |               |          |       |
| 27 | 14.03,4  | Іван Чернявський Черкаси          | Київ          | 04.10.1955    | [ 9 ]    |       |
| ф1: 1. Іван Чернявський 14.03,4. 2. Євген Жуков (Ленінград) 14.13,0. |          |                                   |               |               |          |       |
| 28 | 13.53,2  | Борис Єфімов Запоріжжя            | Москва        | 15.08.1963    | [ 10 ]   |       |
| Чемпіонат СРСР, Центральний стадіон імені Леніна, ф4: 1. Юрій Тюрін (Москва) 13.48,4. 2. Леонід Іванов (Фрунзе) 13.49,2. 3. Валентин Самойлов (Москва) 13.49,4. 4. Борис Єфімов 13.53,2. 5. Матвій Дмитрієв (Тернопіль) 13.57,6. 6. Кестутіс Орентас (Вільнюс) 13.58,0. 7. Микола Дутов (Москва) 14.04,4. 9. Володимир Труфанов (Київ) 14.09,0. 10. Віктор Казанцев (Кіров) 14.09,6. 11. Леонід Мисик (Київ) 14.10,4. 12. Йонас Іванаускас (Вільнюс) 14.12,0. |          |                                   |               |               |          |       |
| 29 | 13.46,6  | Степан Байдюк Одеса               | Київ          | 19.07.1965    | [ 11 ]   |       |
| ф3: 1. Петро Болотников (Москва) 13.43,0. 2. Кестутіс Орентас (Вільнюс) 13.45,4. 3. Степан Байдюк 13.46,6. 4. Анатолій Макаров (Свердловськ) 13.47,8. 5. Март Вільт (Кохтла-Ярве) 13.48,0. 7. В'ячеслав Аланов (Свердловськ) 14.04,0. |          |                                   |               |               |          |       |
| 30 | 13.40,8  | Степан Байдюк Київ                | Волгоград     | 29.05.1966    | [ 12 ]   |       |
| ф2: 1.Анатолій Макаров (Свердловськ) 13.40,2. 2. Степан Байдюк 13.40,8. |          |                                   |               |               |          |       |
| 31 | 13.34,6  | Віктор Кудинський Київ            | Стокгольм     | 03.07.1968    | [ 13 ]   |       |
| Рекорд СРСР. DN Galan, Олімпійський стадіон, ф6: 1. Лайош Мечер 13.29,2. 2. Рон Кларк 13.29,8. 3. Могамад Ґаммуді 13.30,8. 4. Ахмед Заммель 13.33,0. 5. Кейсуке Савакі 13.33,0. 6. Віктор Кудинський 13.34,6. 7. Гаральд Норпот 13.35,2. 8. Нафталі Тему 13.37,6. 9. Одд Фуглем 13.52,2. 10. Сеїтіро Сасакі 13.53,2. 11. Хав'єр Сальгадо Альварес 13.54,2. |          |                                   |               |               |          |       |
| 32 | 13.22,3  | Володимир Шестеров Харків         | Москва        | 11.06.1980    | [ 15 ]   |       |
| Міжнародні змагання, Центральний стадіон імені Леніна, ф3: 1. Олександр Федоткін 13.21,3. 2. Енн Селлік 13.21,7. 3. Володимир Шестеров 13.22,3. 4. Валерій Абрамов 13.24,4. 5. Текеле Фетінса 13.30,5. 6. Іван Увізл 13.37,6. 7. Толосса Коту 13.40,3. 8. Сергій Осипов 13.41,1. 9. Леонід Мосеєв 13.42,4. |          |                                   |               |               |          |       |
| 33 | 13.21,2  | Анатолій Крохмалюк Вінниця        | Ленінград     | 19.07.1983    | [ 16 ]   |       |
| ф2: 1. Дмитро Дмитрієв (Ленінград) 13.21,1. 2. Анатолій Крохмалюк 13.21,2. 3. Ренат Алтингужин (Челябінськ) 13.35,0. |          |                                   |               |               |          |       |
| 34 | 13.19,88 | Сергій Лебідь Донецьк             | Хехтель       | 07.08.1999    | [ 17 ]   |       |
| Night of Athletics, ф1: 1. Сергій Лебідь 13.19,88. 2. Дрісс Ель Гімер 13.20,94. 3. Тошинарі Такаока 13.21,08. 4. Карл Кеска 13.23,07. 5. Джон Браун 13.23,35. 6. Мохамед Іссангар 13.24,26. 7. Рубен Черуйот 13.24,30. 8. Роберт Денмарк 13.24,86. 9. Кіяра Камзі 13.25,04. 10. Каміль Масе 13.25,17. 11. Мізан Мехарі 13.25,63. 12. Кіт Каллен 13.26,42. 13. Самір Муссауї 13.30,45. 14. Абрам Чебії 13.30,64. 15. Атік Нааджи 13.30,87. 16. Рахід Чехемані 13.31,31. 17. Алан Калпеппер 13.34,97. 18. Хаміс Сейф Абдалла 13.36,93. 19. Метью О'Дауд 13.37,54. 20. Мебрахтом Кефлезігі 13.40,86. 21. Хосе Ортега Ріос 13.41,03. 22. Томас Лотік 13.41,31. 23. Сандер Схутгенс 13.42,46. 24. Ель-Арбі Зеруаль 13.44,58. 25. Ерік Дюбю 13.47,64. 26. Джирка Арндт 13.51,24. 27. Браян Бейкер 14.07,89. 28. Родні Фінч 14.16,76. |          |                                   |               |               |          |       |
| 35 | 13.18,18 | Сергій Лебідь Донецьк             | Роверето      | 01.09.1999    | [ 18 ]   |       |
| Palio Città della Quercia, Stade Quercia, ф1: 1. Сергій Лебідь 13.18,18. 2. Стівен Рерімої 13.20,21. 3. Піус Малуко Мулі 13.21,55. 4. Сімоне Дзанон 13.22,48. 5. Мікеле Гамба 13.23,85. 6. Ахмад Гассан Абдулла 13.25,18. 7. Габріеле Денард 13.48,89. 8. Рубен Кіпроп Черуйот 13.55,09. 9. Крістіан Леупрект 14.03,30. 10. Маттіа Макканьян 14.05,23. |          |                                   |               |               |          |       |
| 36 | 13.14,51 | Сергій Лебідь Донецьк             | Нюрнберг      | 17.06.2001    | [ 19 ]   |       |
| International Quelle Leichtathletikfest, Франкенштадіон, ф3: 1. Хайлу Меконнен 13.12,28. 2. Ассефа Мезґебу 13.13,47. 3. Сергій Лебідь 13.14,51. 4. Кененіса Бекеле 13.15,22. 5. Девід Кімані 13.27,49. 6. Мохамед Амін 13.28,04. 7. Каміл Масе 13.28,68. 8. Едуардо Варгас 13.31,28. 9. Ніколас Кембої 13.35,07. 10. Руй Сільва 13.36,56. 11. Госеа Кіпкургат Кого 13.39,28. 12. Ян Фітшен 13.40,05. 13. Мохамед Іссангар 13.55,14. 14. Віктор Рьотлін 14.02,28. 15. Том ван Госте 14.03,18. 16. Самір Бенфарес 14.13,81. Ембає Гедріт DNF. Себастьян Гальман DNF. Стефан Крейкамп DNF. Александер Любіна DNF. Карстен Шютц DNF. Сімон Врумен DNF. |          |                                   |               |               |          |       |
| 37 | 13.10,78 | Сергій Лебідь Донецьк             | Берлін        | 06.09.2002    | [ 20 ]   |       |
| ISTAF, Олімпійський стадіон, ф3: 1. Люк Кіпкосгеї 13.10,41. 2. Бенджамін Лімо 13.10,77. 3. Сергій Лебідь 13.10,78. 4. Марк Кіпкіньйор Бетт 13.11,10. 5. Абійоте Абате 13.11,80. 6. Ассефа Мезґебу 13.11,87. 7. Гебрегзіабхер Гебремаріам 13.12,14. 8. Ахмад Гассан Абдулла 13.12,22. 9. Еліуд Кіпчоґе 13.13,03. 10. Каміль Масе 13.13,06. 11. Дітер Бауманн 13.13,39. 12. Крейг Моттрем 13.14,36. 13. Абрахам Чебії Кенія 13.19,88. 14. Френсіс Кіпроп 13.20,73. 15. Сілеши Сіхіне 13.21,81. 16. Себастьян Гальманн 13.31,93. 17. Маркос Генеті 13.49,42. Дмитро Барановський DNF. Мартін Кейно DNF. Вільям Тануї DNF. |          |                                   |               |               |          |       |
| 22 роки, 282 дні від дати встановлення |          |                                   |               |               |          |       |